# 許願卡
許願卡，源自許願樹、日本神社的繪馬，是公共關係工具，在台北商場及香港皇后像廣場，还有许多著名的旅游胜地，都有放置许愿树供游客们写下自己的愿望并挂在树上。在平安夜都向訪客遊人免費派發七彩紙卡一張，給當事人自由寫上新年願望，作為許願，掛於架上、聖誕樹上，傳說可以令願望更容易實現。
这是一个不管是大人还是小孩都非常感兴趣的东西。對於商場而言，許願卡成本少，功效明顯，可以作為裝飾，表現商場、景點的人流。